# Andreas Seidl
Andreas Seidl (Passau, 6 de janeiro de 1976) é um engenheiro e gerente de automobilismo alemão.

## Carreira
Seidl se formou na Universidade Técnica de Munique com um diploma em engenharia mecânica. Ele trabalhou anteriormente na Fórmula 1 para a BMW entre 2000 e 2009. Depois que a BMW se retirou da Fórmula 1, Seidl conseguiu o retorno da BMW para a DTM em 2012. Em 2013, Seidl ingressou no Porsche LMP1 da Porsche como diretor de operações de corrida e foi promovido a chefe de equipe em 2014. Em 10 de janeiro de 2019, a McLaren nomeou Seidl como chefe de equipe de sua equipe de Fórmula 1. Ele começou a trabalhar com a equipe em 1 de maio de 2019.
Em 13 de dezembro de 2022, foi anunciado que Seidl se tornaria o diretor executivo do grupo Sauber em janeiro de 2023, mas deixando a McLaren com efeito imediato. Em 8 de março de 2024, Seidl foi anunciado como diretor executivo das operações de Fórmula 1 da Audi. Porém, quatro meses depois, a Audi anunciou que Seidl deixaria a equipe e seria sucedido por Mattia Binotto como chefe de operações e chefe técnico a partir de 1 de agosto.